# Asplenium glandulosum
Asplenium glandulosum là một loài dương xỉ trong họ Aspleniaceae. Loài này được Loisel. mô tả khoa học đầu tiên.
Danh pháp khoa học của loài này chưa được làm sáng tỏ. 